# شب طولانی
شب طولانی (انگلیسی: Lengthy Night) یک فیلم درام ارمنستانی محصول سال ۲۰۱۸ میلادی به کارگردانی ادگار باغداساریان که نماینده سینمای ارمنستان در نود و دومین دوره جایزه اسکار بهترین فیلم بین‌المللی بود.

## بازیگران
- شانت هواهنیسیان
- ساموئل گریگوریان
- لوئیزا نرسیسیان
- بابکن چوبانیان
- نارینه گریگوریان